# Apamea albata
Apamea albata är en fjärilsart som beskrevs av Edward Alfred Cockayne 1946. Apamea albata ingår i släktet Apamea och familjen nattflyn. Inga underarter finns listade i Catalogue of Life.